# Nepenthes hispida
Nepenthes hispida este o specie de plante carnivore din genul Nepenthes, familia Nepenthaceae, ordinul Caryophyllales, descrisă de Günther von Mannagetta und Lërchenau Beck. Conform Catalogue of Life specia Nepenthes hispida nu are subspecii cunoscute.

## Galerie de imagini

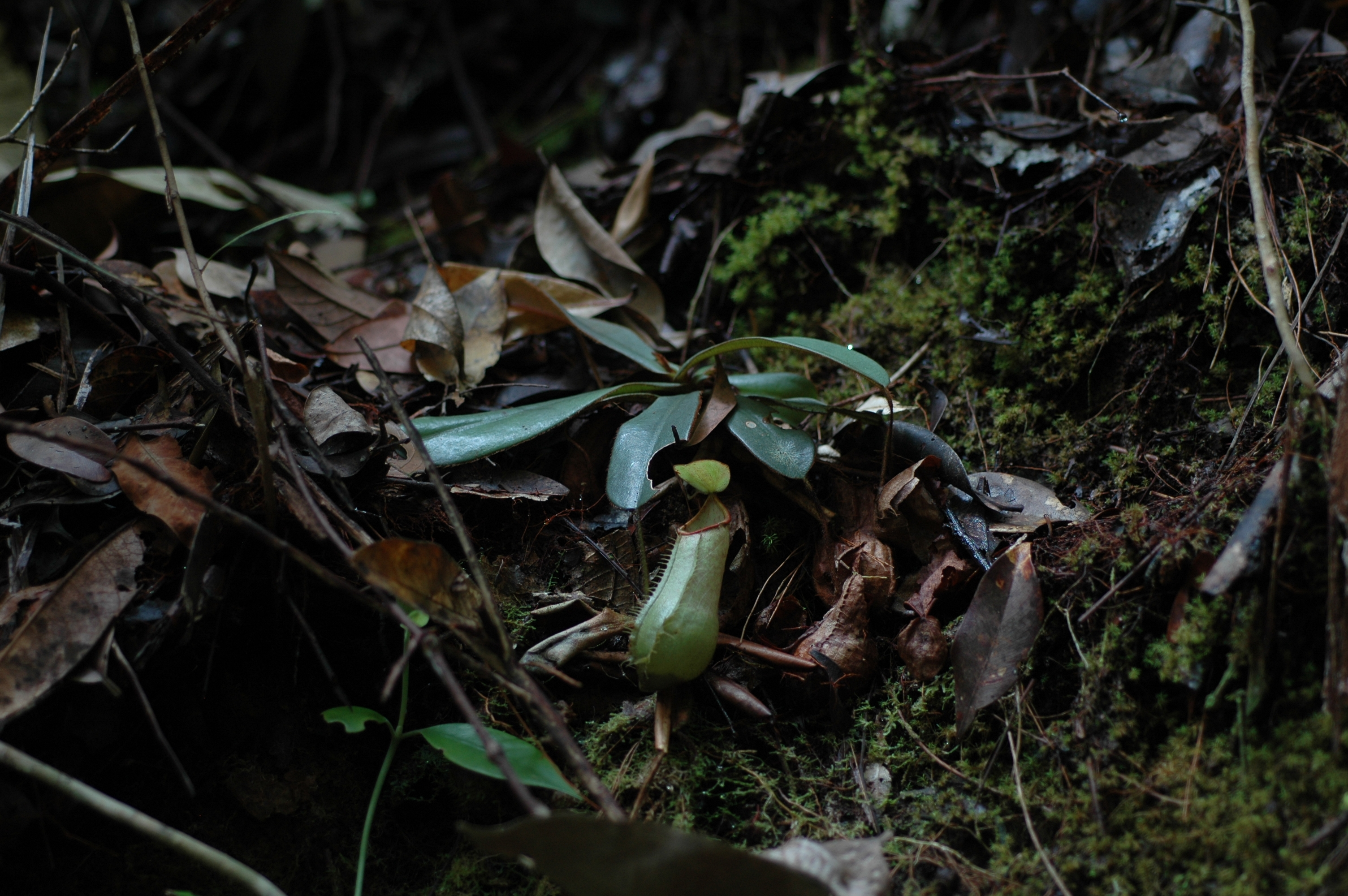
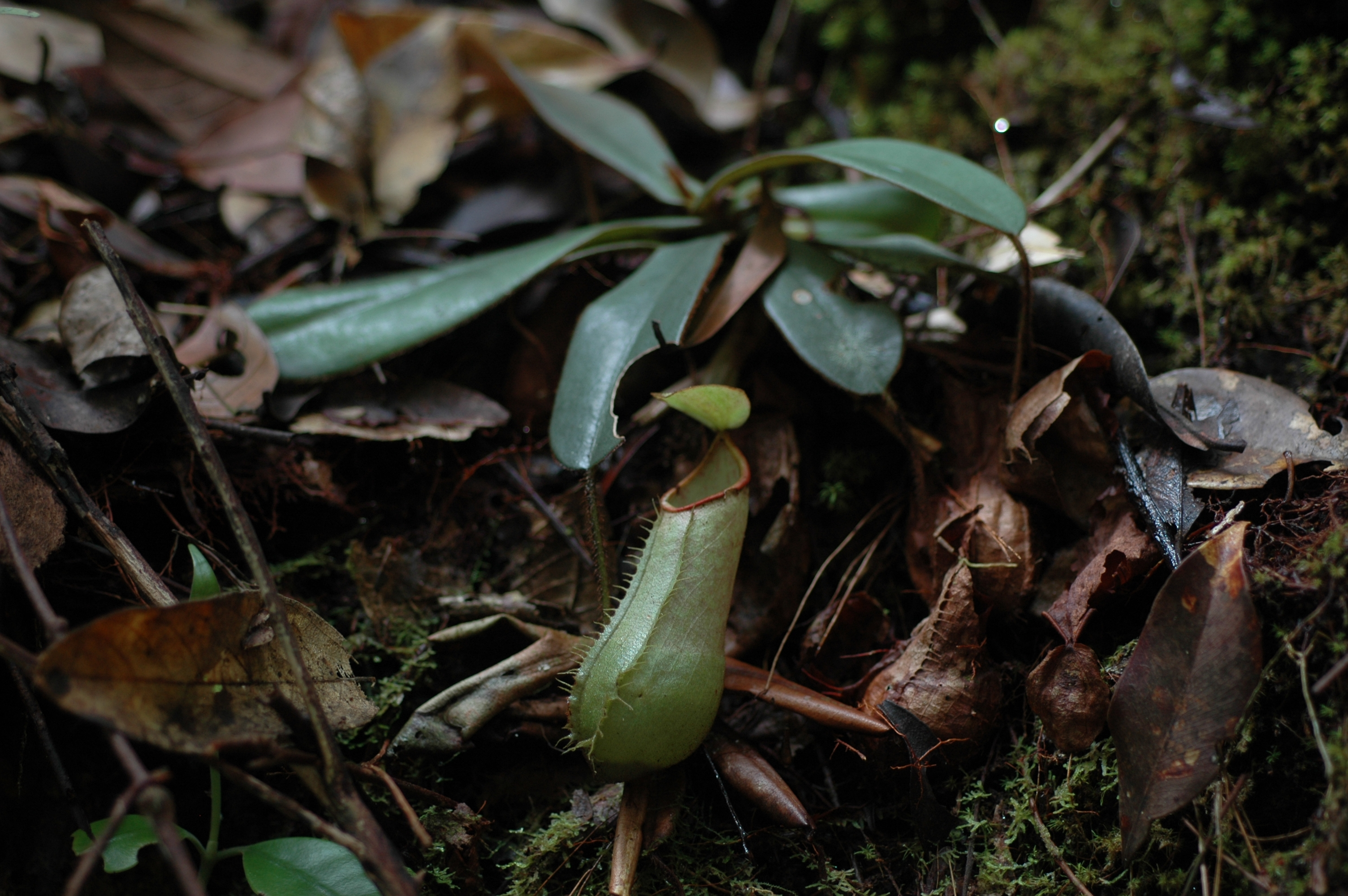
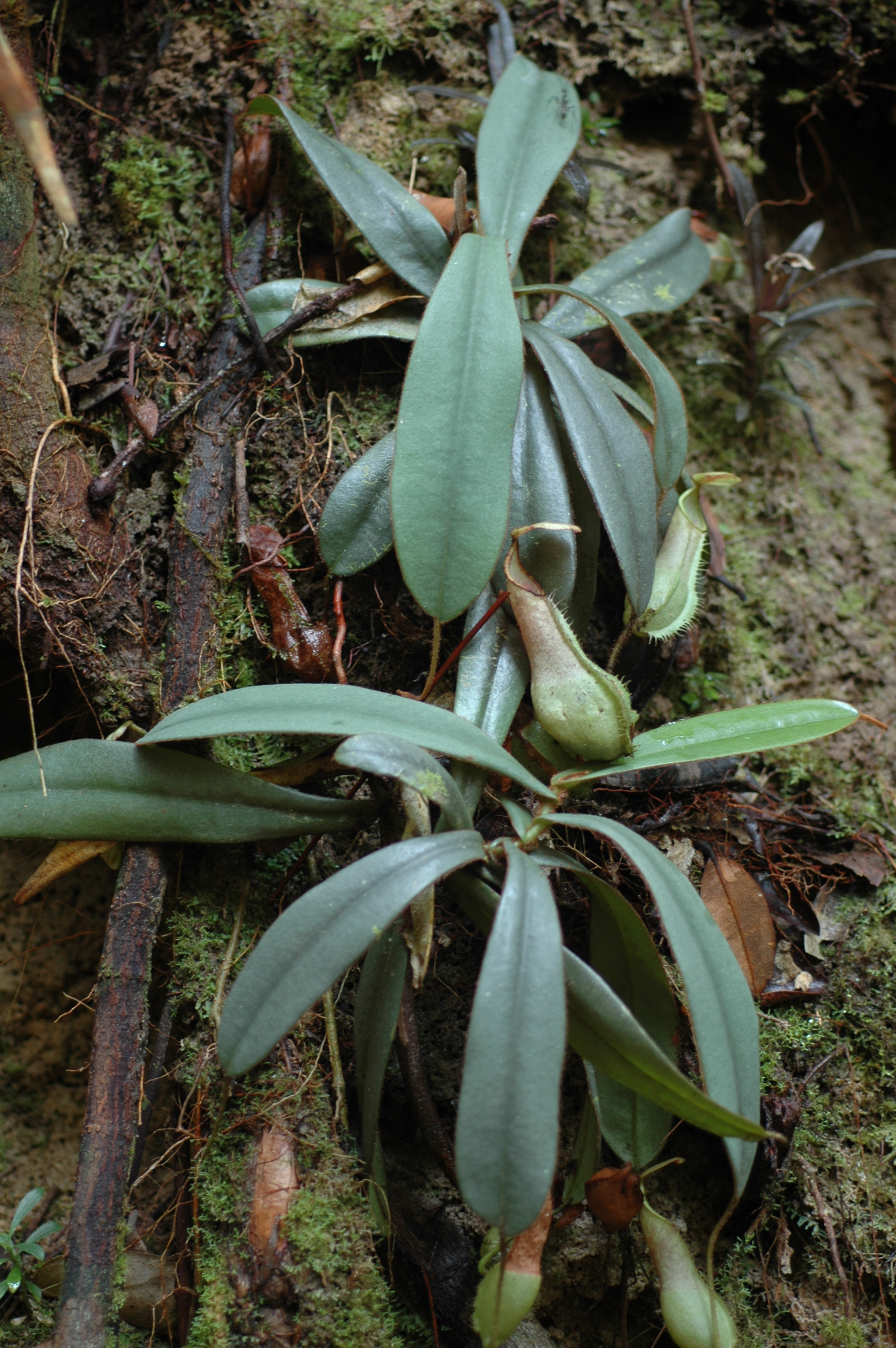